# Sisyridae
Famille
Les Sisyridae  sont une famille d'insectes de l'ordre des névroptères. Elle comprend environ 60 espèces.
Tout ou partie des larves d'insectes la famille des Sisyridae semblent pouvoir se nourrir du contenu cellulaire des éponges d'eau douce et de bryozoaires d'eau douce peu consommés par d'autres espèces.

## Genres
- Climacia
- Sisyra
- Sisyrella
- Sisyrina
- Sisyborina